# MRNA-1273
モデルナCOVID-19ワクチン（モデルナコビッド19ワクチン、コードネーム: mRNA-1273、販売名: スパイクバックス筋注）は、アメリカ国立アレルギー・感染症研究所 (NIAID) 、アメリカ生物医学先端研究開発局 (BARDA) 、及びモデルナにより開発されたCOVID-19ワクチン。筋肉内注射により4週間開けて2回に分けて0.5mLが投与される。
これは、SARS-CoV-2のスパイクタンパク質をコードするヌクレオシド修飾mRNA (modRNA) （日本医薬品一般的名称：エラソメラン）を脂質ナノ粒子にカプセル化したRNAワクチンである。2020年にCOVID-19に対して開発及び展開された2つのRNAワクチンの1つである（もう1つはファイザー - ビオンテック開発のトジナメラン〈コミナティ筋注〉である）。
2020年12月8日、米国のアメリカ食品医薬品局 (FDA) から緊急使用許可が発行された。2020年12月23日にカナダで、2021年1月6日に欧州連合で、2021年1月8日にイギリスで使用が認可された。

## 設計
2020年1月、モデルナは、SARS-CoV-2に対する免疫を誘導するRNAワクチン（mRNA-1273）の開発を発表した。モデルナの技術は、mRNA-1273と命名されたヌクレオシド修飾メッセンジャーRNA（modRNA）化合物を使用している。mRNAは、ヒトの細胞内に入ると、その細胞の小胞体と結合する。mRNA-1273は、その細胞の通常の産生プロセスを使用して特定のタンパク質を作るように細胞に指示するようにコード化されている。いったんそれが細胞から排出されると、最終的には免疫系によって検出され、免疫系は効果的な抗体の産生を開始する。この発表を受け、モデルナの株価は劇的に上昇し、CEOをはじめとする経営陣は保有株の大規模なプログラム売却を開始した。mRNA-1273のドラッグデリバリーシステムは、PEG化脂質ナノ粒子ドラッグデリバリー（LNP）システムを採用している。

## 組成
ワクチンには以下の成分が含まれている。
- 融合前構造で安定化されたSARS-CoV-2スパイク糖タンパク質(S)をコードするヌクレオシド修飾メッセンジャーRNA[25]
- 脂質
  - SM-102
  - ポリエチレングリコール［PEG］2000-ジミリストイルグリセロール[DMG]
  - コレステロール
  - および 1,2-ジステアロイル-sn-グリセロ-3-ホスホコリン（英語版）[DSPC]
- トロメタミン
- トロメタミン塩酸塩
- 酢酸
- 酢酸ナトリウム
- および スクロース

## 臨床試験

### 第I相／第II相試験
2020年3月、アメリカ国立アレルギー・感染症研究所との協力により、mRNA-1273のヒト第I相臨床試験が開始された。4月、アメリカ生物医学先端研究開発局（BARDA）がモデルナのワクチン開発に最大4億8,300万ドルを割り当てた。5月に開始される第II相投与および有効性試験の計画は、アメリカ食品医薬品局（FDA）によって承認された。モデルナは、スイスのワクチンメーカーであるロンザグループとパートナーシップを結び、年間3億回分を供給することになった。
2020年5月25日、モデルナは、候補ワクチンであるmRNA-1273の2回投与に対する安全性と抗体反応の違いを評価するために、成人600人の参加者を募集する第IIa相臨床試験を開始し、2021年の試験終了を予定している。2020年6月、モデルナはキャタレント社とパートナーシップを締結し、キャタレントがワクチン候補の充填とパッケージ化を行う。キャタレントは保管と流通も提供する。
7月9日、モデルナは、自社のワクチンが承認された場合に備えて、スペインのワクチンメーカーであるラボラトリ・ファーマシューティカル・ロビとのインフィル製造契約を発表した。
2020年7月14日、モデルナの科学者は、mRNA-1273の第I相用量漸増臨床試験の予備結果を発表し、注射後15日目という早い時期にS1/S2に対する中和抗体の用量依存的誘導を示した。発熱、倦怠感、頭痛、筋肉痛、注射部位の痛みなどの軽度から中等度の有害反応はすべての投与群で認められたが、投与量が増えるにつれてありがちになった。低用量のワクチンは、安全かつ有効と判断され、100-μgを29日間隔で2回投与した第III相臨床試験を進めることになった。
2020年7月、モデルナは、第I相臨床試験において、Operation Warp Speedの候補薬が、健康な成人において中和抗体の産生につながったことを速報で発表した。「モデルナがより大きな試験で進める100マイクログラムの用量では、15人の患者全員が疲労、悪寒、頭痛、筋肉痛、注射部位の痛みなどの有害反応を経験した」。やっかいな高用量は、7月に将来の試験から破棄された。

### 第III相試験
7月27日、モデルナとアメリカ国立アレルギー・感染症研究所は、米国で第III相試験を開始し、3万人のボランティアを登録して、100 μgのmRNA-1273ワクチンを2回接種する群と、0.9%塩化ナトリウムのプラセボを投与する群の2つのグループに割り振る計画を立てた。8月7日の時点で、4,500人以上のボランティアが登録していた。
2020年9月、モデルナは臨床試験の詳細な試験計画を発表した。9月30日、CEOのStéphane Bancelは、試験が成功すれば、早ければ2021年3月下旬か4月上旬にワクチンが一般に提供される可能性があると述べた。2020年10月の時点で、モデルナは第III相試験に必要な3万人の参加者の登録を完了していた。アメリカ国立アレルギー・感染症研究所は、2020年11月15日に、全体的な試験結果が良好であったと発表した。
2020年12月30日、モデルナは第III相臨床試験の結果を発表し、COVID-19の感染予防に94%の有効性を示した。有害反応としては、注射部位の痛み、倦怠感、筋肉痛、頭痛などのインフルエンザ様症状があった。本試験は現在進行中であり、2022年後半に終了する予定である。
2020年11月、Nature誌は、「LNP製剤の違いやmRNA二次構造の違いが、モデルナとビオンテックの熱安定性の違いを説明する可能性はあるが、多くの専門家は、両方のワクチン製品が最終的にはさまざまな温度で同様の保存要件と保存期間を持つことが証明されると考えている」と報告している。
2020年9月以降、モデルナはロシュ・ダイアグノスティックス社のElecsys Anti-SARS-CoV-2 S試験を使用しており、2020年11月25日に米国食品医薬品局（FDA）から緊急使用許可（EUA）を取得している。微生物臨床アッセイの独立系サプライヤーによると、「これにより、SARS-CoV-2抗体の定量的な測定が容易になり、ワクチンによる保護と抗受容体結合ドメイン（RBD）抗体のレベルとの相関関係を確立するのに役立つ」としている。パートナーシップは、2020年12月9日にロシュによて発表された。
2020年12月のFDAによる、mRNA-1273の第III相臨床試験の中間結果のレビューで、COVID-19感染症に対して安全かつ有効であることが示され、結果としてFDAからEUAが発行された。
その時点では、モデルナのワクチン候補薬が18歳未満の人に安全で効果的かどうか、またどのくらいの期間で免疫力を発揮するのかは不明であった。
2021年1月、モデルナは、第I相試験で2回ワクチン接種を受けた人に、3回目のワクチンを提供することを発表した。このブースターは、2回目の接種から6ヶ月から12ヶ月後に提供される。同社は、抗体持続性データがそれを正当化するならば、第III相試験の参加者を対象に3回目の接種も検討する可能性があると述べている。
2021年1月、モデルナは、南アフリカで発見されたウイルス変異に対するブースター接種として使用できる新しいワクチンの開発を開始した。また、既存のワクチンの3回目の注射でウイルスの変異を防ぐことができるかどうかの試験も開始した。
2021年7月、モデルナの治験結果を受け、武田薬品が日本においても12歳以上へ接種対象を拡大すると発表。

## 保管要件

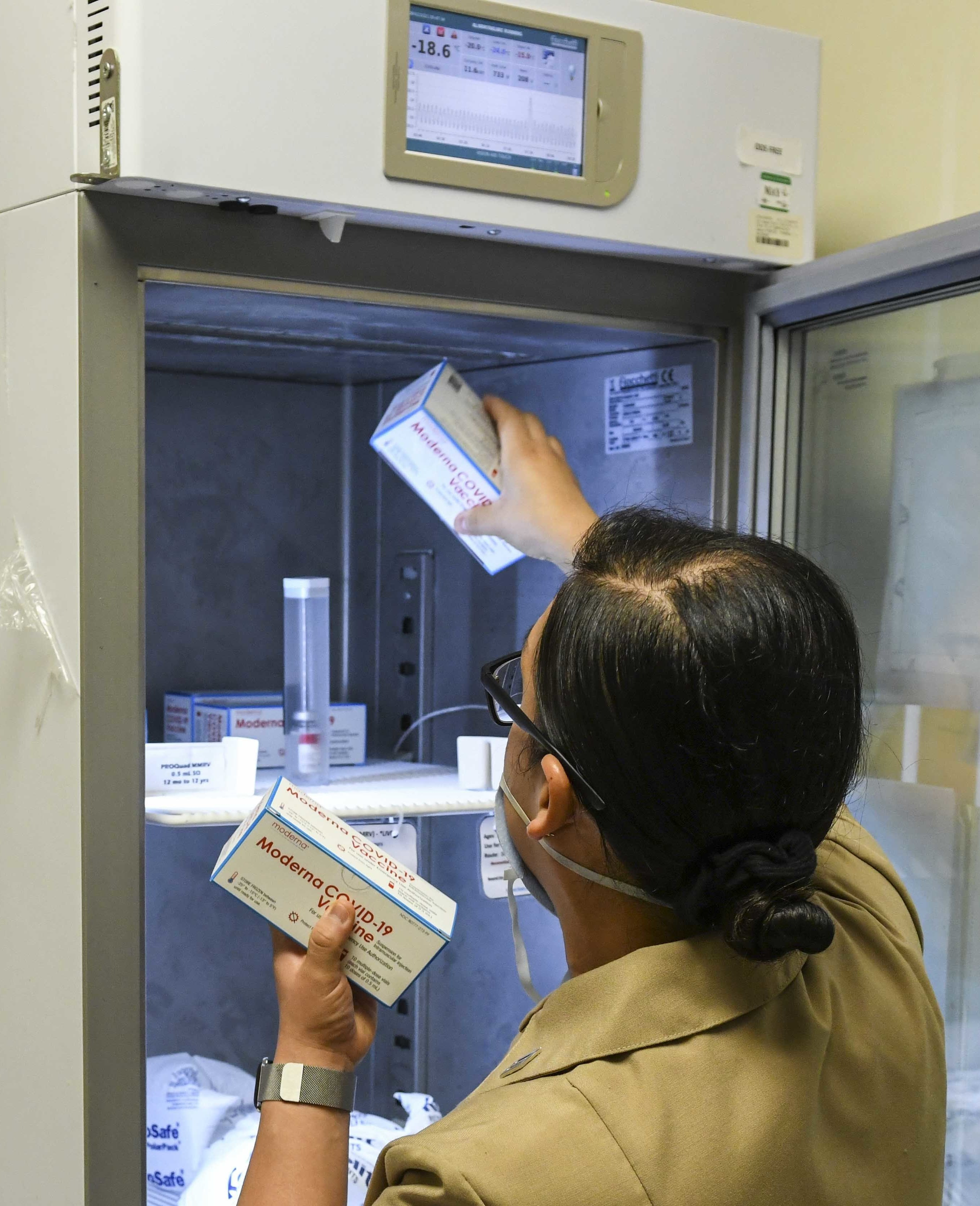
従来の医療用冷凍庫に保存されているモデルナワクチン

モデルナのニュースは、ファイザー社-ビオンテック社のワクチン候補BNT162b2の予備的な結果に続くもので、モデルナは同様の有効性を示しているが、ファイザー・ビオンテックのワクチン候補は-80〜-60℃の超低温冷凍庫での輸送、-25〜-15℃での最長14日間の保管が、2〜8℃で最長1ヶ月保管可能なのに対し、モデルナは2〜8℃の標準的な医療用冷蔵庫で30日間まで、または-20℃で4ヶ月間まで保管できる。低所得国では通常、冷蔵庫保管によるコールドチェーン（低温に保つ物流方式）能力がある。

## 有効性
中間一次有効性分析、SARS-CoV-2が陰性で大きなプロトコル逸脱がなく、1スケジュールにつき2回の治験薬投与を受けた全参加者を対象とした、プロトコルごとのセットに基づいて行われた。主要評価項目は、2回目の投与から少なくとも14日後に発症するCOVID-19の予防におけるプロトコル定義されたワクチン有効性（VE）であった。症例は盲検委員会により判定された。中間または一次分析において、帰無仮説であるVEが30％以下であることが棄却されれば、一次有効性の成功基準を満たすことになる。今回の有効性分析は、あらかじめ設定した第一次中間分析の時点である95例の判定結果に基づいて行ったものである。そのデータを以下に示す。
| 主要評価項目: COVID-19          | 症例数 n (%) 罹患率 1000人年あたり | 症例数 n (%) 罹患率 1000人年あたり | ワクチン有効性 (95% 信頼区間) |
| 主要評価項目: COVID-19          | ワクチングループ (N = 13,934)      | プラセボグループ (N = 13,883)      | ワクチン有効性 (95% 信頼区間) |
| ------------------------------- | ---------------------------------- | ---------------------------------- | ----------------------------- |
| All participants                | 5 cases in 13,934 (<0.1%) 1.840    | 90 cases in 13,883 (0.6%) 33.365   | 94.5% (86.5-97.8%)            |
| Participants 18–64 years of age | 5 cases in 10,407 (<0.1%) 2.504    | 75 cases in 10,384 (0.7%) 37.788   | 93.4% (83.7-97.3%)            |
| 65 and older                    | 0 cases in 3,527                   | 15 cases in 3,499 (0.4%)           | 100%                          |
| Chronic lung disease            | 0/661                              | 6/673                              | 100%                          |
| Significant cardiac disease     | 0/686                              | 3/678                              | 100%                          |
| Severe obesity (BMI>40)         | 1/901                              | 11/884                             | 91.2% (32-98.9%)              |
| Diabetes                        | 0/1338                             | 7/1309                             | 100%                          |
| Liver disease                   | 0/93                               | 0/90                               |                               |
| Obesity (BMI>30)                | 2/5269                             | 46/5207                            | 95.8% (82.6-99%)              |

## 製造

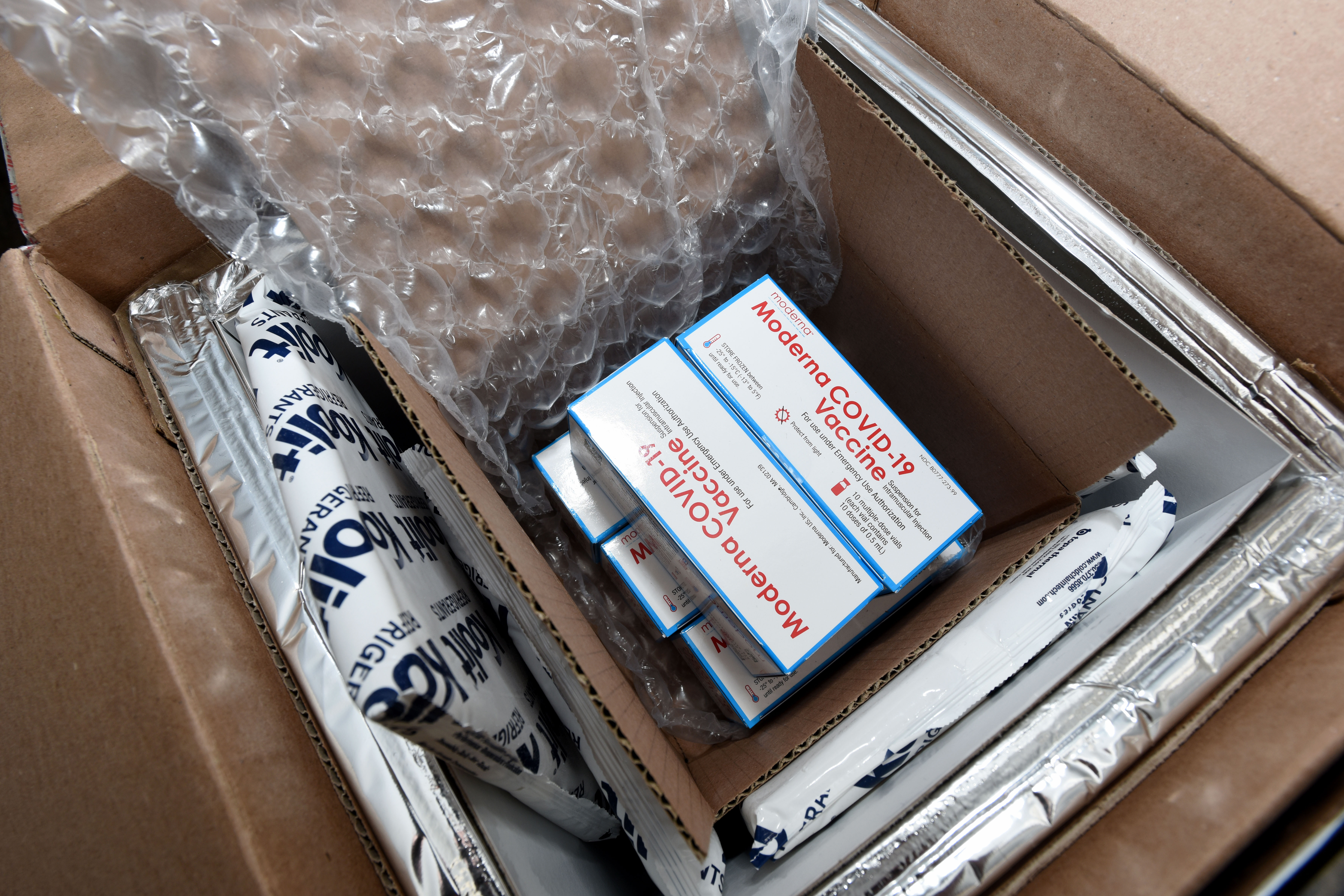
保冷パックで固定されたモデルナワクチンボックスが入っている断熱輸送用コンテナ

モデルナは、ワクチン製造プロセスをスケールアップするために、医薬品製造受託機関に大きく依存している。モデルナはロンザグループと契約し、米国のニューハンプシャー州ポーツマスとスイスのフィスプの施設でワクチンを製造しており、必要な脂質賦形剤をCordenPharmaから購入している。バイアルの充填と包装の作業については、モデルナは米国のキャタレントとスペインのラボラトリ・ファーマシューティカル・ロビと契約を結んでいる。

## 事前買取契約
2020年6月、シンガポールはモデルナとの事前購入契約に署名し、早期にワクチンの在庫を確保するために価格プレミアムを支払ったと報じられたが、政府は商業上の機密性と機密保持条項を理由に、実際の価格と数量を提供を拒否した。
2020年8月11日、米国政府は、モデルナが見込むワクチンの1億回分を購入する契約に署名し、モデルナは1コースあたり50〜60ドルの価格設定を計画しているとフィナンシャル・タイムズ紙は報じている。2020年11月、モデルナは同社のワクチンを購入する政府に対し、1回あたり25ドルから37ドルの間で請求することを表明しているが、EUはモデルナから購入する予定の1億6000万回分に対して、1回あたり25ドル以下の価格を求めているという。
2020年、モデルナは、欧州連合（EU）との間で1億6,000万回分、カナダとの間で最大5,600万回分のmRNA-1273の購入契約を取得している。12月17日、ベルギーの予算担当大臣のツイートによると、EUは1回あたり18米ドルを支払う一方、米国は1回あたり15米ドルを支払うとニューヨーク・タイムズ紙が報じている。
2021年3月、武田薬品が厚生労働省へ、5000万回分の製造販売承認申請を行った。また7月20日に2022年初頭から5000万回分の追加供給も発表されている。

## 承認

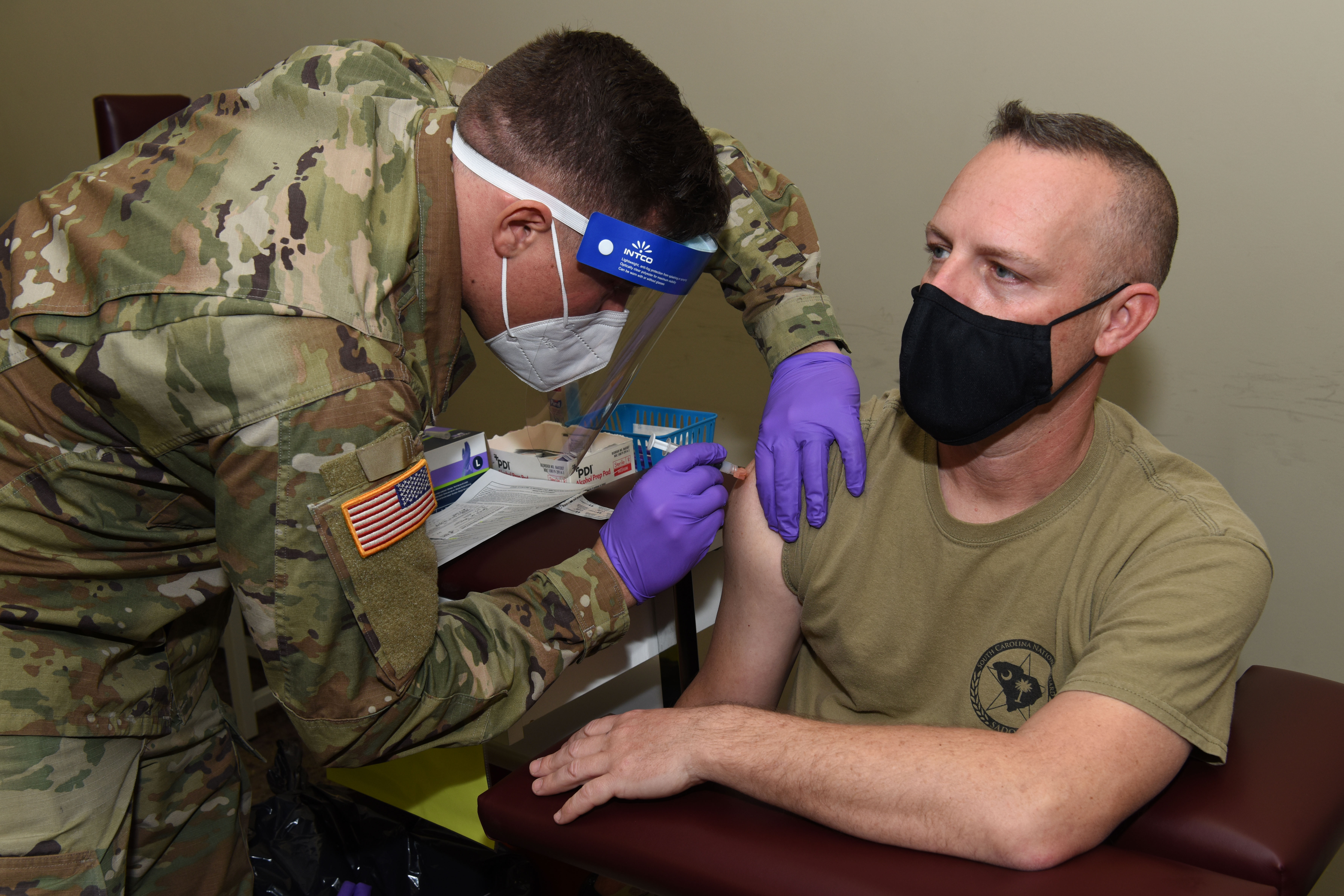
モデルナワクチンを投与されている米軍関係者

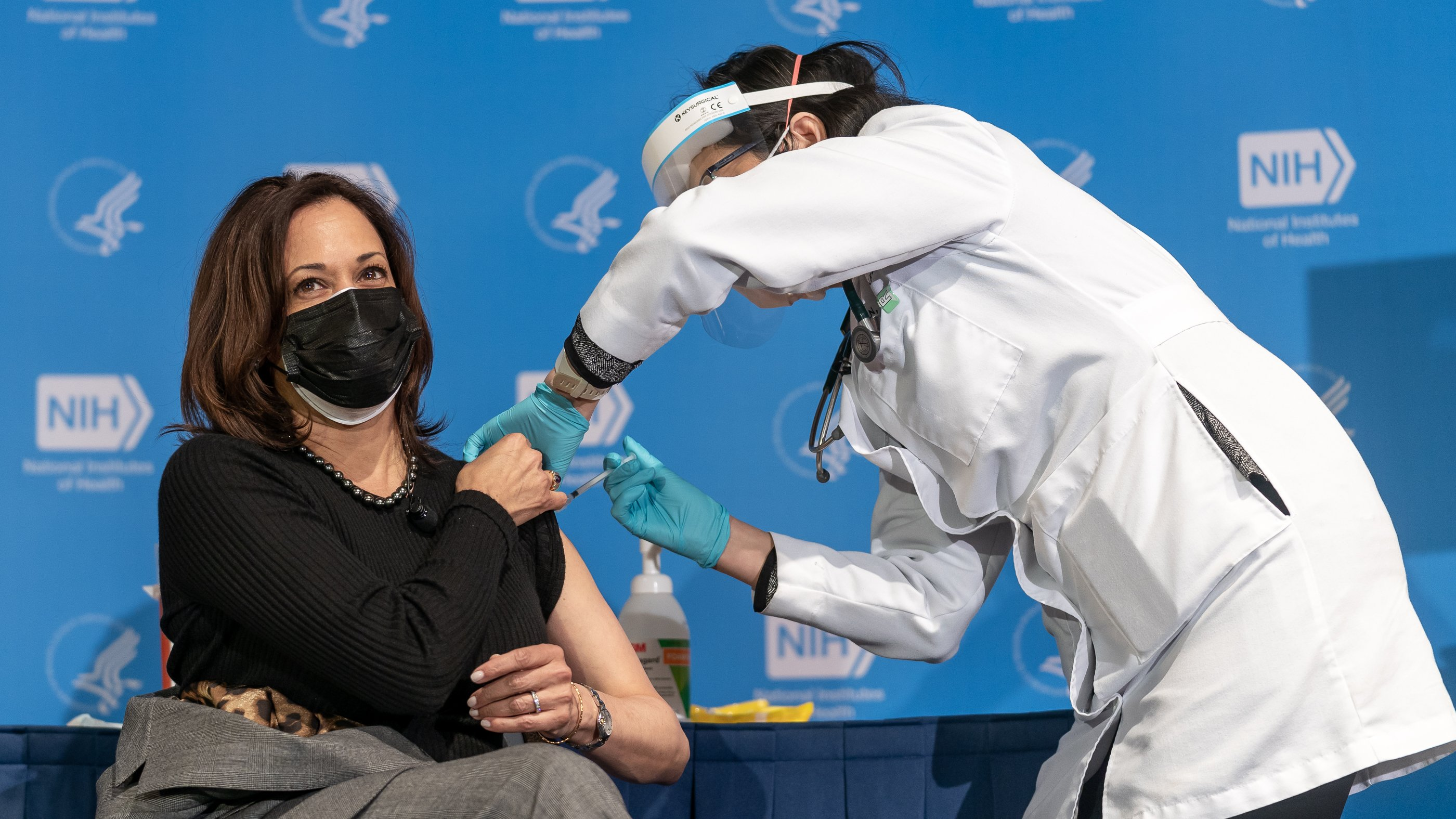
2021年1月にモデルナワクチンの2回目の接種を受けるカマラ・ハリス副大統領（米国）

### 迅速
2020年12月現在、mRNA-1273は、英国、欧州連合（EU）、カナダ、および米国でのワクチンの迅速な展開を可能にする緊急使用許可（EUA）に向けて複数の国から評価を受けていた。
2020年12月18日、mRNA-1273はアメリカ食品医薬品局（FDA）よりEUAの承認を取得した。これは、モデルナの製品としては初めてFDAの認可を受けた製品となる。
2020年12月23日、mRNA-1273はカナダ保健省によって承認された。ジャスティン・トルドー首相は以前、承認後48時間以内に納入を開始し、12月末までに168,000回分を納入される述べた。
2021年1月5日、イスラエル保健省はmRNA-1273のイスラエルでの使用を承認した。
2021年2月3日、mRNA-1273はシンガポールでの使用を保健科学庁より承認され、2月17日に最初の出荷分が到着した。

### 標準
2021年1月6日、欧州医薬品庁（EMA）は条件付き製造販売承認の付与を勧告し、同日、欧州委員会によって承認された。
2021年1月12日、スイスメディック社は、スイスでモデルナCOVID-19 mRNAワクチンの一時的な承認を取得した。
2021年5月21日、厚生労働省は、モデルナとアストラゼネカの新型コロナウイルスのワクチンについて特例承認した。

## 社会文化

### 論争
2020年5月、第I相試験前段階のヒト試験の候補45例中8例のみの部分的で非査読の結果を金融市場に直接公開した後、CEOはCNBCで同社の資金調達のために12.5億ドルの即時権利発行を発表し、評価額は300億ドルとなったが、Statは「ワクチンの専門家はモデルナがCOVID-19ワクチンの評価に重要なデータを出さなかったと言っている」と述べた。
7月7日には、同社が臨床試験のデータを共有する気がないことをめぐって、モデルナと政府科学者との間で論争が起きていたことが明らかになった。
妊娠中の女性と授乳中の女性は、緊急使用許可を得るための最初の試験から除外されたが、これらの人々を対象とした試験は2021年に実施される予定である。
モデルナはまた、臨床試験に十分な有色人種の人数を採用できなかったことで批判に直面した。

### 特許訴訟
mRNA-1273のPEG化脂質ナノ粒子ドラッグデリバリー（LNP）システムは、モデルナが以前にLNP技術のライセンスを取得していたアービュータス・バイオファーマとの間で継続的な特許訴訟の対象となっている。2020年9月4日、Nature Biotechnology誌は、進行中の訴訟でモデルナが重要な争点を失ったと報じた。